# گکوی خارشی غار
گکوی خارشی غار (نام علمی: Heteronotia spelea) نام یک گونه از سرده گکوهای خارشی است.